# Iglesia de San Camilo de Lelis
La Iglesia de San Camilo de Lelis (en portugués: Paróquia São Camilo de Lellis) se localiza en la ciudad de Brasilia, en el Distrito Federal de Brasil, se trata de una Iglesia Católica Camiliana localizada en la Entrequadra 303/304 Sur de Plano-Piloto. Es un edificio religioso que entre otras actividades promueve encuentros de Grupos de Doce Pasos como los Comedores de Compulsivos Anónimos.